# Shō Kimura
Shō Kimura (木村 翔, Kimura Shō) est un boxeur japonais né le 24 novembre 1988 à Kumagaya.

## Carrière
Passé professionnel en 2013, il devient champion du monde des poids mouches WBO  après sa victoire par arrêt de l'arbitre au 11e round contre Zou Shiming le 28 juillet 2017. Kimura conserve son titre le 31 décembre 2017 en battant par arrêt de l'arbitre au 9e round son compatriote Toshiyuki Igarashi, ancien champion WBC de la catégorie. Il récidive le 28 juillet 2018 en battant par KO au 6e round Froilan Saludar puis est à son tour battu par Kosei Tanaka aux points le 24 septembre 2018.